# Djävulshjulet
Djävulshjulet (ryska: Чёртово колесо: Tiortovo koleso) är en sovjetisk stumfilm från 1926, regisserad av Grigorij Kozintsev och Leonid Trauberg. Manuset är baserat på Venjamin Kaverins debutroman "Konets chazy".

## Handling
Den sovjetiska sjömannen Sjorin, som gick i nöjesparken, blev kär i en slumpmässig främling, varefter han hamnade i brottslingars sällskap, med vilka han gjorde ett antal tjuvräder och efter det dyker han upp inför sina nya vänners domstol.

## Rollista
- Pjotr Sobolevskij – Ivan Sjorin
- Ljudmila Semjonova – Valka
- Sergej Gerasimov
- Emil Gal
- Janina Zjejmo